# Prezbiter
Prezbiter (grč. presbyteros: stariji, starješina; crkv. latinski presbyter: svećenik; starocrkvenoslavenski: презвитерь), naziv za člana židovskog velikog vijeća (prezbiterija ili sinedrija), za starješinu sinagoge u Palestini i za osobu koja vrši službu predstojnika u kršćanskoj zajednici. U ranokršćansko vrijeme prezbiter je ugledni vjernik, nadstojnik kršćanske crkvene općine. Nazivi prezbiter i episkop u prvo su vrijeme možda često sinonimni. Razvojem crkvene hijerarhije već u II. stoljeću (na Istoku i Zapadu) prezbiter postaje sinonim za svećenika, prezbiteri su suradnici episkopa (biskupa). Služba i zajednica prezbitera (svećenika) naziva se prezbiterij (sinonim: svećenstvo). 
U nekim protestantskim crkvama prezbiter je naziv za laike zadužene za neke crkvene poslove. Usp. prezviter, protoprezviter, jerej, duhovnik.